# Helo Dunker
L'Helo Dunker è un dispositivo di addestramento volto a preparare gli equipaggi elicotteristi alla fuoriuscita dal mezzo in caso di ammaraggio forzato o di atterraggio d'emergenza; è complementare a un dispositivo affine, il Dilbert Dunker.
In Italia, l'Helo Dunker è presente presso il Centro Addestramento Ammaraggio Forzato di MARISTAELI Luni ed è denominato Modular Egress Training System (METS).

## Corsi
L'impianto, unico nel suo genere in ambito militare e di notevole importanza per il ruolo che svolge, viene utilizzato da circa 1000 frequentatori l'anno, impegnando quotidianamente strutture, personale istruttore e di supporto.
L'Helo Dunker viene utilizzato per il mantenimento delle capacità operative dagli Operatori Recupero Naufraghi della Marina Militare e della Guardia Costiera e per l'addestramento specifico al recupero di un elicottero ammarato per tutti i subacquei delle Forze Armate e dei Corpi di Polizia.
Il personale che gestisce la struttura, proviene dalla Componente Aeronavale ed è in possesso di brevetto subacqueo, di assistente bagnante e qualifica di istruttore. 
I corsi si articolano su quattro giornate per gli equipaggi che impiegano l'autorespiratore, tre per i corsi interamente in apnea ed una sola giornata per l'attività di mantenimento.
L'attività svolta si suddivide in corsi per il conseguimento della prima abilitazione ed attività dedita al mantenimento periodico. Oltre l'addestramento in cabina e l'addestramento al nuoto con vestizione completa, il corso prevede: teoria per le immersioni in acque poco profonde, tecniche di abbandono da un velivolo ammarato, apprendimento delle tecniche relative alla sopravvivenza in mare, illustrazione e impiego dei dispositivi in dotazione per la segnalazione in mare.

## Addestramento
L'addestramento ha luogo in una piscina profonda 5 metri, lunga 25 e larga 12. L'equipaggio (due piloti e altre otto postazioni) si colloca all'interno di una cabina che riproduce la carlinga di un elicottero; tale struttura viene quindi introdotta nella vasca attraverso un argano. A questo punto vengono simulate le possibili condizioni di ammaraggio:
- prepianificato, dove l'elicottero ammara sotto il controllo del pilota;
- prepianificato, con capovolgimento dell'elicottero dopo l'impatto e con rimozione manuale dei finestrini;
- non controllato, in cui l'ammaraggio è immediato e l'equipaggio non ha il tempo di prepararsi all'evento.

La cabina è configurabile a seconda dei vari tipi di elicotteri.

## Storia
La Marina Militare ha adottato questo tipo di addestramento sin dalla prima acquisizione degli elicotteri, prima con il Dilbert Dunker, più specifico per aeromobili, e dal 1991 con entrambi. L'Helo Dunker di Luni provvede a fornire corsi addestrativi per gli equipaggi di volo di tutte le Forze Armate, altri corpi dello stato, personale medico della Marina Militare e personale di Forze Armate estere con le quali la Marina ha stipulato apposite convenzioni.